# Coenosia imperator
Coenosia imperator är en tvåvingeart som först beskrevs av Walker 1849.  Coenosia imperator ingår i släktet Coenosia och familjen husflugor. Inga underarter finns listade i Catalogue of Life.